# ゴクスタ墳丘

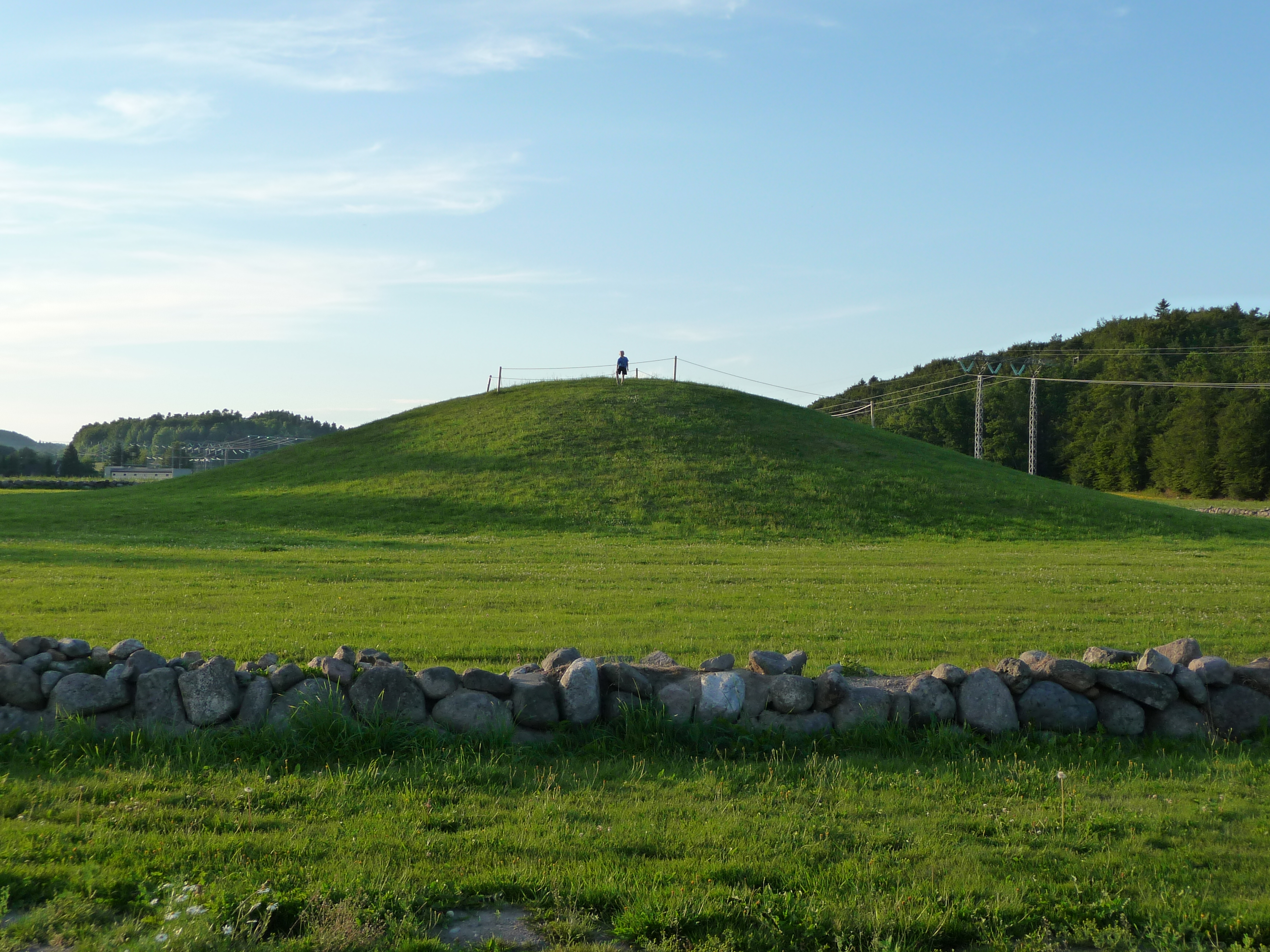
ゴクスタ墳丘（2008年）

ゴクスタ墳丘（ゴクスタふんきゅう、ノルウェー語: Gokstadhaugen）は、ノルウェー・ヴェストフォル県サンデフィヨルドのゴクスタ農場に所在する、大きな墳丘墓である。王の墳丘（Kongshaugen）とも呼ばれ、9世紀のゴクスタ船が発見された場所である。

## 歴史

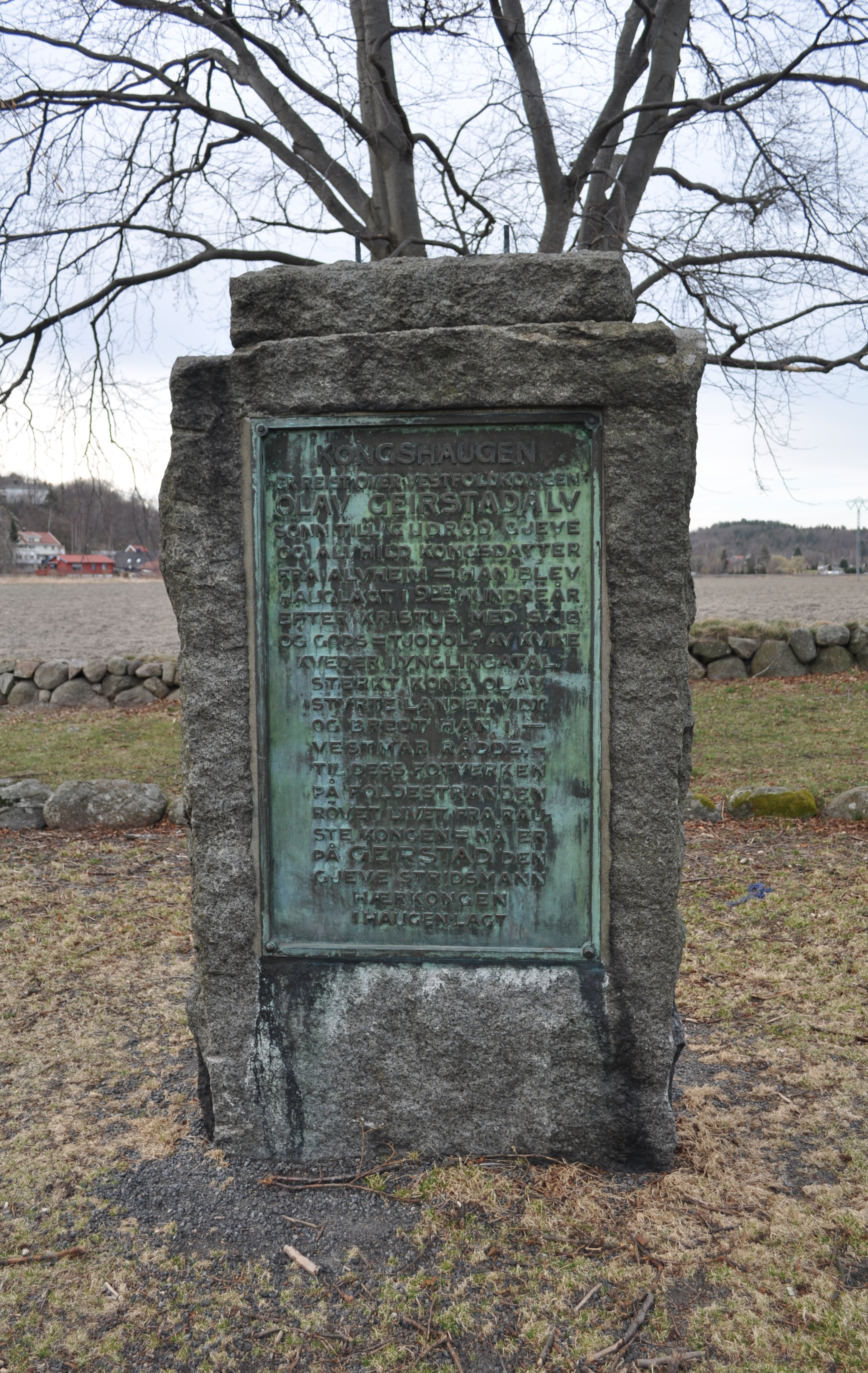
1929年の落成式典で設置された石碑

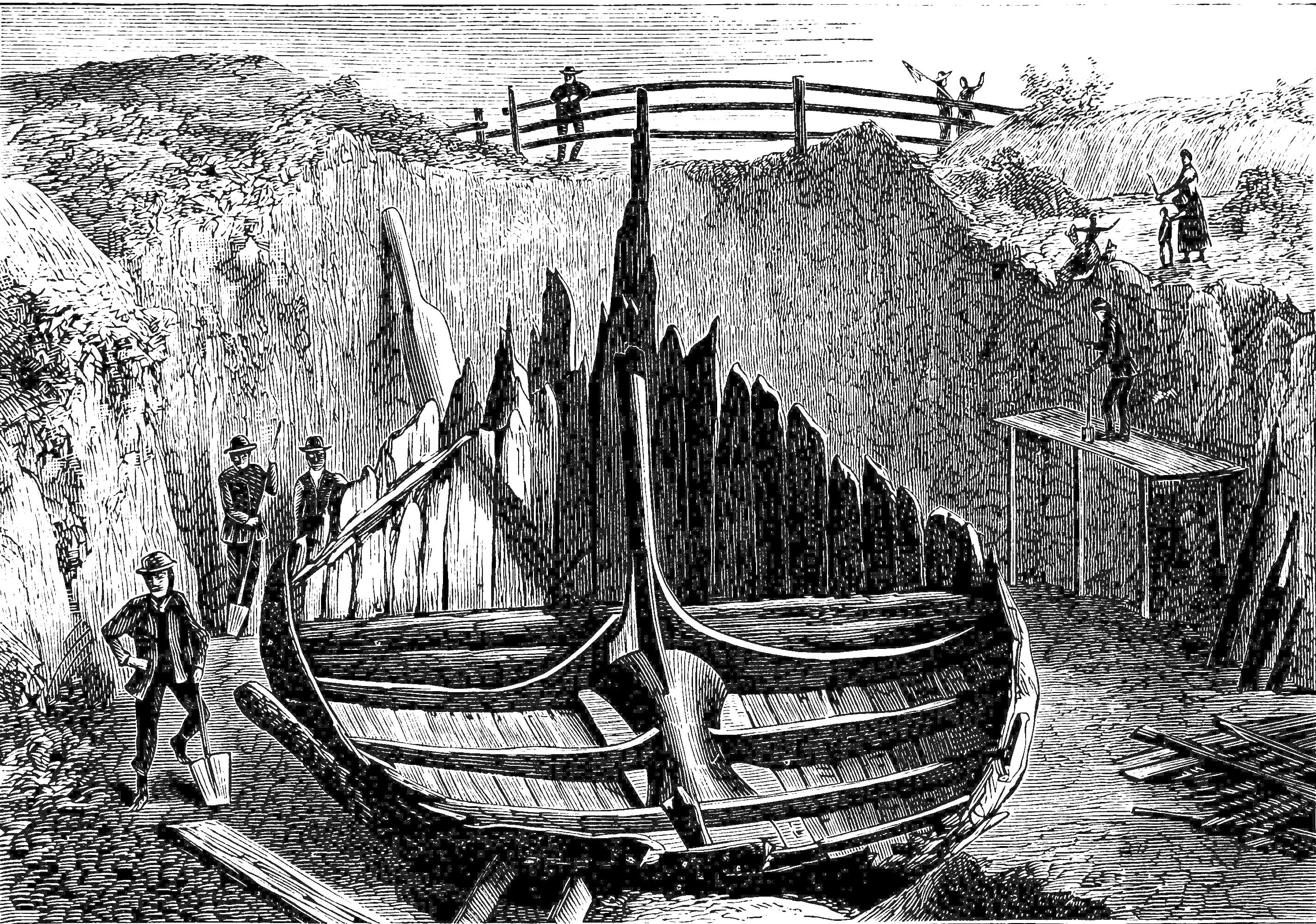
ゴクスタで発見されたスカンディナヴィアの船（『Popular Science Monthly』19巻、82頁、1881年）

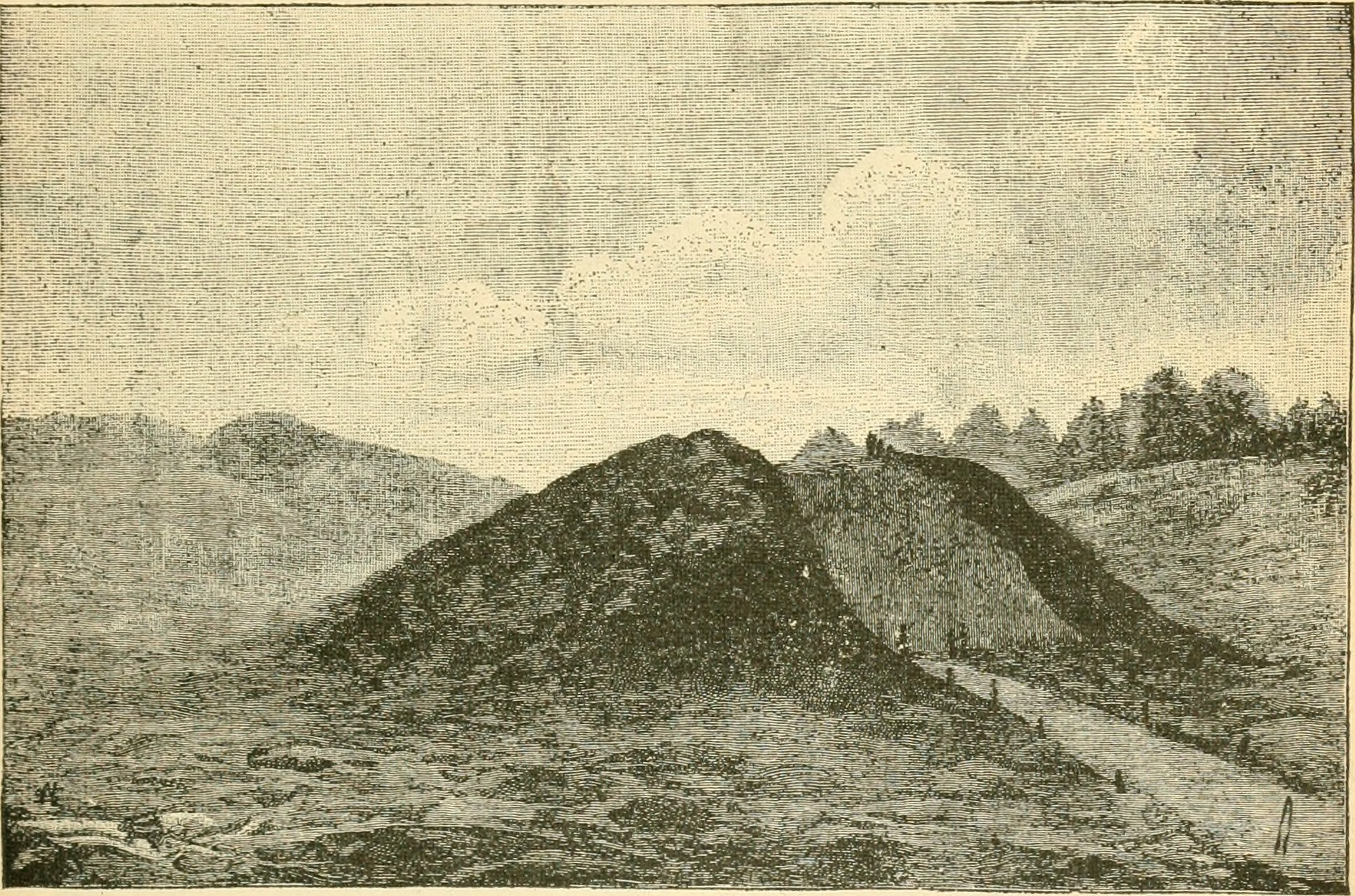
『王の墳丘』（スミソニアン協会理事会の年次報告書、1891年）

この墳丘は、1880年にニコライ・ニコライセンによって発掘された。ゴクスタ船は890年頃に建造され、10年ほど後に墳丘に埋められたとみられる。主にオーク材が使われ、全長23.8メートル（78フィート）、幅は5.2メートル（17フィート）。16組の櫂があり、最高速度は12ノットと推定される。現在、この船はオスロのヴァイキング船博物館に所蔵されている。
船とともに葬られていたのは、黒髪のハーフダンの異母兄弟・ゲイルスタッド・エルフのオラフ王（小王）であると長く信じられてきた。しかし近年の発見により、従来の説の信憑性に疑問が生じ、埋葬されていた有力者が誰であるのかははっきりしない。
2年間の修復作業の後、1929年7月に墳丘は献納された。墳丘の周囲には小さな石塀が築かれ、塀に沿って樺の木が植えられた。7月20日に落成式典が行われ、2,000-3,000人の観客が集まった。ホーコン7世の他、教会担当大臣、ノルウェー文化遺産局、ヴェストフォル県の首長なども出席した。7月28日に催された公式な落成式典でも、ホーコン7世はスピーチを行った。
ゴクスタ墳丘は、ノルウェーで最も素晴らしい考古学的発見のひとつであると評されている。2014年1月、ノルウェー政府は世界遺産への登録をユネスコに申請した。

## 発掘

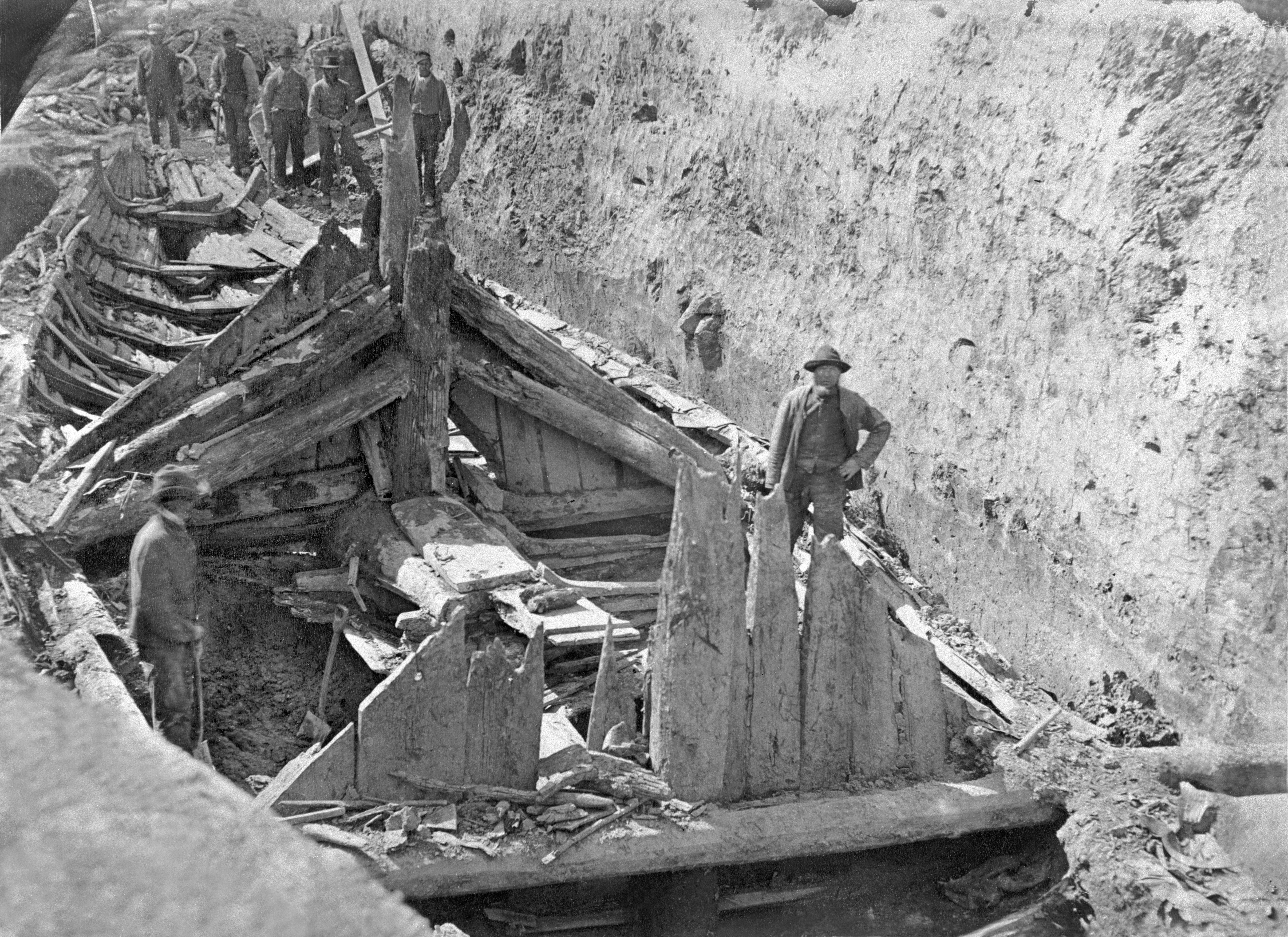
1880年の発掘調査の様子

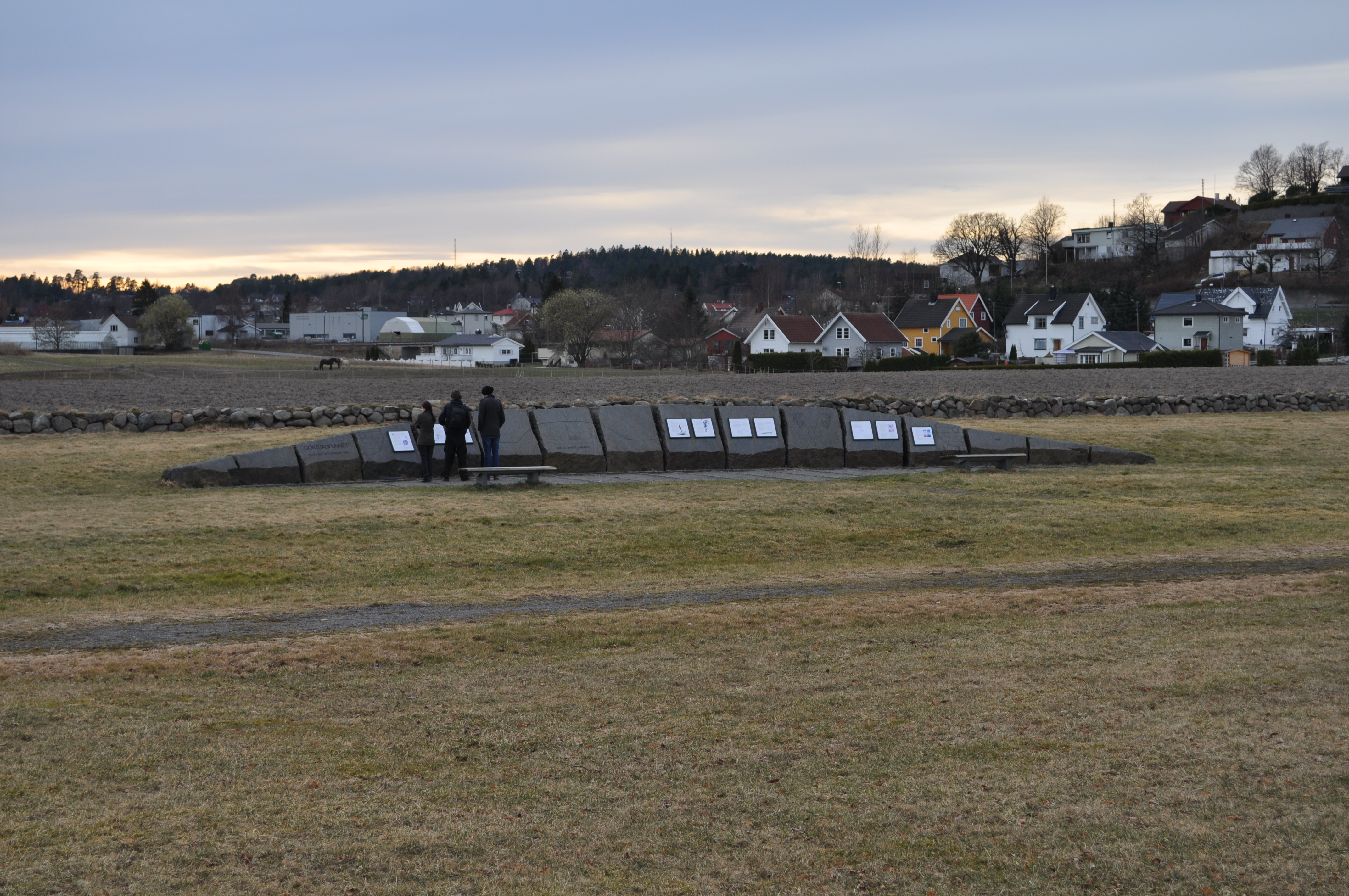
案内板の長さはゴクスタ船を象徴する23.5メートル

1880年の調査では、墳丘は直径50メートル（164フィート）、高さ5メートル（16.4フィート）と測定された。ヴァイキング時代の水位はかなり高く、海面は現在より4メートル近く高い位置であった。そのため、海の近くに埋められたと推定される。墓からはゲーム盤、釣り針、馬具（鉛、鉄、金メッキされた青銅のもの）、64個の盾、調理用具、6台のベッド、そりなど、そしてもちろん小さな船も3隻発見された。またクジャク2羽、オオタカ2羽、イヌ8匹、ウマ12頭も発見されている。
墓室は何層もの樺の皮で覆われており、屋根の丸太の間からは、金糸を織り込んだ絹の遺物が考古学者によって発見された。これらは、内壁を装飾する豪華なタペストリーだったのかもしれない。
年輪年代学により、船は西暦885年から892年の間に建造されことが証明されている。墓室は西暦895年から903年に作られたものとされる。
埋葬されていた指導者は身長181-183cmで、40歳前後で戦死したとみられている。
ゴクスタ船は1879年に発見され、1880年4月から6月にかけてニコライ・ニコライセンによって発掘された。1928年6月16日、墳丘の発掘調査は終了し、指導者の指関節は墓室のサルコファガスに戻された。2007年、サルコファガスは考古学者によって運び出され、現在はオスロ大学で保管されている。